# Jesper Björck
Jesper Björck, född den 11 mars 1975 är en svensk ishockeyspelare (back) . Han har bland annat spelat i Djurgårdens IF, Hammarby IF och Brynäs IF.

## Karriär
- 1993/1994–1997/1998 Hammarby IF

- 1998/1999–2002/2003 Södertälje SK

- 2003/2004–2004/2005 Brynäs IF

- 2004/2005 Brynäs IF J20

- 2005/2006 Djurgårdens IF

- 2006/2007 Ormsta

- 2006/2007 Sollentuna HC

- 2007/2008 Ormsta

- 2007/2008 Sollentuna HC